# Еристика
Еристика е метод за водене на спор, характерен за практиката на софистите в Древна Гърция. Целта му е реторическо надмощие, независимо от дискутирания предмет. Названието е от старогръцкото eristikós – конфликт и по гръцкото име на богинята на раздора Ерис.

## Интерпретация на Платон
Според Богдан Богданов в диалога „Евтидем“ Платон изобличава метода на Евтидем и Дионисодор като „еристичен“. Проблематичният въпрос е, как е възможна лъжата. Трудността при  оборването на еристичен аргумент е, че това изисква внимателен анализ на речта:
| „ | „Несъществуващото не съществува, нали?“ „Не, не съществува“ „И несъществуващото не съществува никъде, нали?“ „Не.“ „Тогава възможно ли е несъществуващото да бъде обект на каквото и да е действие, в смисъл на несъществуващото никъде да му бъде въздействано по някакъв начин?“ „Не мисля.“ „Когато политиците разговарят в Народното събрание, това не е ли действие“ „Да, действие е.“ „Щом е действие, значи те вършат нещо, нали?“ „Да.“ „Тогава говоренето е действие, вършене на нещо?“ „Да.“ „Значи никой не говори несъществуващи неща. Докато говори, той всъщност върши нещо, а ти се съгласи, че на несъществуващите неща е невъзможно да се въздейства. Значи си съгласен с твърдението, че лъжи не съществуват: ако Дионисодор говори, той говори факти, т.е. истината.“ | “ |